# Hậu Thắng
Hậu Thắng (giản thể: 后胜; phồn thể: 後勝; bính âm: Hou Sheng; ? - ?) là tướng bang cuối cùng của nước Điền Tề thời Chiến Quốc trong lịch sử Trung Quốc.

## Cuộc đời
Hậu Thắng là tộc nhân của Quân vương hậu, mẹ của Tề vương Kiến, tính hám tài. Người Tần nắm được điều đó nên dùng nhiều tiền mua chuộc Hậu Thắng, cũng mua thuộc cả môn khách của Thắng. Hậu Thắng đảm nhiệm tướng bang, khuyên Tề vương không nên ra quân đánh Tần. Nhờ thế mà quân Tần giảm bớt được áp lực, tiêu diệt từng nước một.
Năm 221 TCN, sau khi các nước đều đã bị Tần tiêu diệt, Hậu Thắng cùng Tề vương cho quân ra đóng giữ biên giới. Tần vương Chính coi đó là khiêu khích, phái Vương Bí dẫn quân đánh Tề. Nước Tề khi Hậu Thắng cầm quyền không chú trọng quân sự, không có người dám đánh. Do đó quân Tần không tốn nhiều sức để diệt Tề.
Người Tề oán hận Tề vương Kiến và Hậu Thắng làm mất nước, bèn hát ca dao: Buồn thay, đau thay, kẻ làm mất nước của Kiến là Thắng vậy!

## Trong văn hóa
Trong tiểu thuyết Đông Chu liệt quốc chí, Hậu Thắng xuất hiện ở hồi 108, là tướng quốc của nước Tề. Hậu Thắng khuyên Tề vương Kiến bỏ mặc Hàn, Ngụy, hễ Tần diệt một nước là lại đem lễ sang mừng, không lo việc binh bị. Đến khi các nước đều bị Tần tiêu diệt, Tề vương Kiến bất an, bàn với Hậu Thắng cho quân ra đóng giữ, lại bị Vương Bí dẫn quân qua Ngô Kiều diệt nước.
Tần vương Chính cho rằng Tề vương nghe mưu của Hậu Thắng nên mới cự tuyệt sứ thần của Tần, bèn đem Tề vương lưu đày, đem Hậu Thắng ra xử chém.